# چاه طاهر
چاه طاهر، روستایی از توابع بخش مرکزی شهرستان رودبار جنوب در استان کرمان ایران است. عمق چاه به 12 متر میرسد.

## جمعیت
این روستا در دهستان رودبار قرار دارد و براساس سرشماری مرکز آمار ایران در سال ۱۳۸۵، جمعیت آن ۳۶ نفر (۵خانوار) بوده‌است.